# Даниил Гревенски
Даниил (на гръцки: Δανιήλ) е православен духовник, митрополит на Охридската архиепископия от първата половина на XVII век.

## Биография
Даниил е споменат като гревенски митрополит от 1628 до 1630 година в сигилий 812 на манастира Философ.